# Jon Foster
Jon Foster (Boston, Massachusetts; 3 de agosto de 1984) es un actor estadounidense conocido por sus papeles en The Door in the Floor (2004) y en la película de horror Stay Alive (2006).

## Biografía
Foster nació en Boston, Massachusetts, hijo de Stephen Foster, un restaurador. Su hermano mayor, Ben Foster, es también actor. Este último describió a sus padres como "almas libres, hippies anti-Vietnam". Se trasladaron a la pequeña ciudad de Fairfield antes de que él naciera, y después su casa en Boston fue saqueada mientras ellos estaban presentes. Foster es Judío; su abuelo paterno emigró de Rusia escapando del Pogroms.

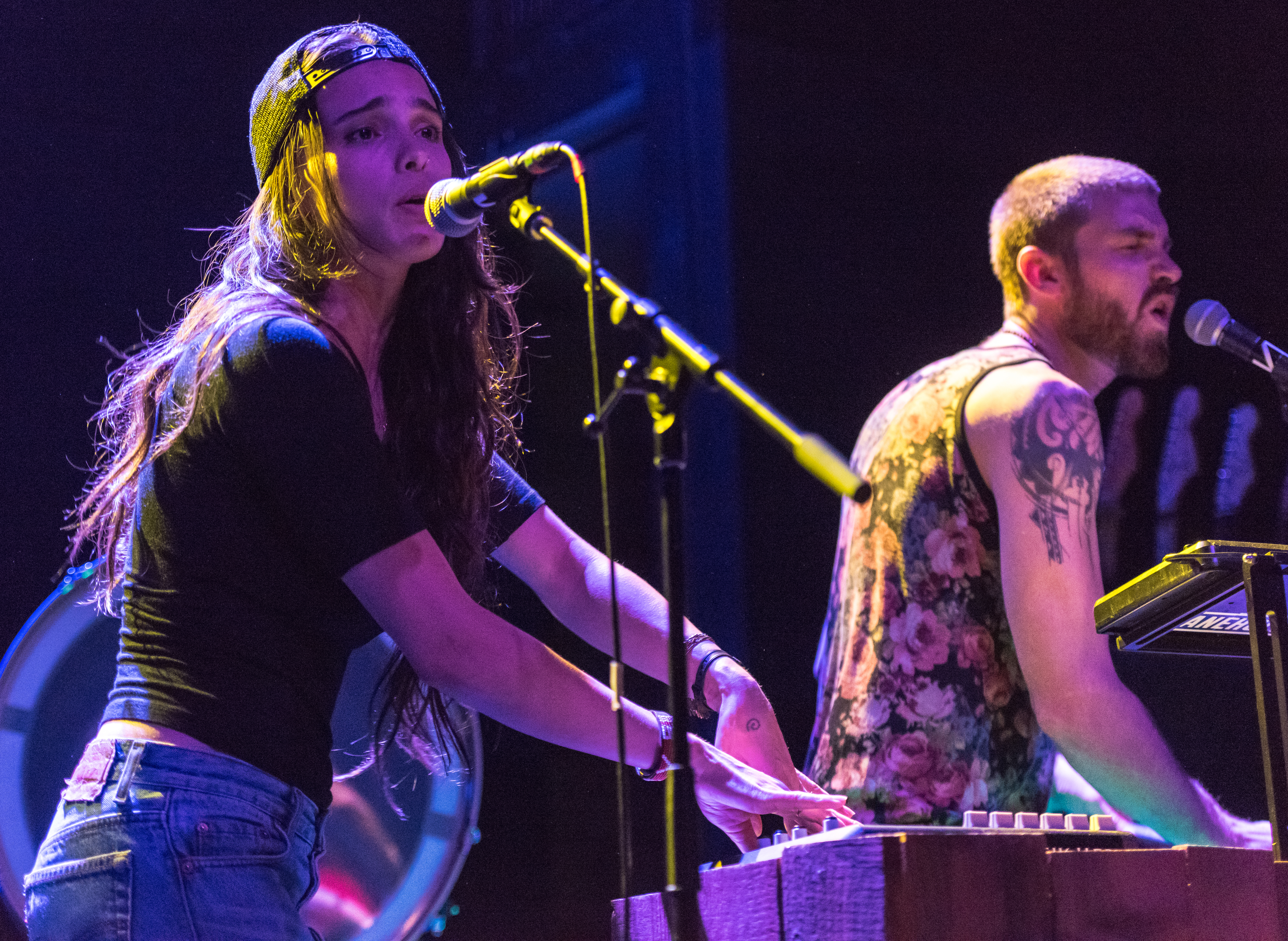
Kaneholler en un concierto en 2015

El 20 de junio de 2015, Foster se casó con Chelsea Tyler, hija del músico Steven Tyler. Juntos formaron la banda Kaneholler. Su primer hijo, Vincent Frank, nació el 21 de febrero de 2020.

## Filmografía
| Año  | Título                                    | Papel                | Notas |
| ---- | ----------------------------------------- | -------------------- | --- |
| 2000 | Trece días                                | Kenny O'Donnell, Jr. | |
| 2001 | Life as a House                           | Corey                | |
| 2002 | Murder in Greenwich                       | Michael Skakel       | Película de televisión Nominado—Young Artist Award por Mejor Actuación en una Película de TV, Miniseries o Especiales;– Joven Actor Líder |
| 2003 | Terminator 3: La rebelión de las máquinas | Cajero de ampm       | Cameo |
| 2004 | The Door in the Floor                     | Eddie O'Hare         | |
| 2006 | Stay Alive                                | Hutch MacNeil        | |
| 2008 | The Mysteries of Pittsburgh               | Art Bechstein        | |
| 2008 | The Informers                             | Graham Sloan         | |
| 2009 | Tenderness                                | Eric Poole           | |
| 2009 | Fault Line                                |                      | |
| 2009 | Pandorum                                  | Pasajero ruso        | |
| 2010 | Brotherhood                               | Frank                | |
| 2010 | The Last Rites of Ransom Pride            | Champ Pride          | |
| 2011 | Rampart                                   | Michael Whittaker    | |
| 2013 | Mr. Jones                                 | Scott                | |
| 2016 | Poor Boy                                  | Roscoe Joe           | |
| 2018 | Like Father                               | Owen                 | |

| Año       | Título                            | Papel          | Notas                           |
| --------- | --------------------------------- | -------------- | ------------------------------- |
| 1999      | Get Real                          | Will           | Episodio: "Pilot"               |
| 2000      | Judging Amy                       | Gregory Dox    | Episodio: "Instincts"           |
| 2001      | Danny                             | Henry          | Reparto principal; 2 episodios  |
| 2004–2005 | Life as We Know It                | Ben Connor     | Reparto principal; 13 episodios |
| 2005      | Law & Order: Special Victims Unit | Justin Sharp   | Episodio: "Intoxicated"         |
| 2006      | Windfall                          | Damien Cutler  | Reparto principal; 13 episodios |
| 2009–2010 | Accidentally on Purpose           | Zack Crawchuck | Reparto principal; 18 episodios |
| 2012      | Ben and Kate                      | George         | Episodio: "Pilot"               |
| 2013      | Suits                             | Trent Devon    | Episodio: "Blood in the Water"  |